# Denis Shaymanov
Denis Shaymanov, né le 2 juin 1992, est un coureur cycliste ouzbek.

## Palmarès et résultats

### Palmarès par année
- 2010
  - 4e du championnat d'Asie du contre-la-montre juniors
- 2011
  - 3e de la Coppa Ardigò
- 2012
  - 1re étape du Tour de l'Ijen
- 2013
  - 8e du championnat d'Asie sur route espoirs
- 2014
  -  Champion d'Ouzbékistan sur route espoirs
  -  Champion d'Ouzbékistan du contre-la-montre espoirs
  - 6e du championnat d'Asie du contre-la-montre espoirs

### Classements mondiaux
| Année                                 | 2013 | 2014 | 2015 |
| ------------------------------------- | ---- | ---- | ---- |
| UCI Asia Tour                         | 132e | 212e | 355e |
|                                       |      |      |      |
| Légende : nc = non classéSource : UCI |      |      |      |